# Tomáš Hunal
Tomáš Hunal (* 1. Juni 1973 in Prag) ist ein tschechischer Fußballspieler.

## Karriere
Hunal begann mit dem Fußballspielen bei Slavia Prag, zu seinen ersten Einsätzen in der 1. Tschechoslowakischen Liga kam er bereits als 17-Jähriger in der Spielzeit 1990/91. In der Folgesaison wurde er an Slavia Mladá Boleslav ausgeliehen, kehrte anschließend zu Slavia zurück und wurde erneut ausgeliehen, diesmal an Terrex Kladno. Er kehrte 1994 nach Prag zurück und wurde in der Saison 1995/96 mit Slavia Tschechischer Meister. Dennoch wechselte er zu Viktoria Žižkov, dort war der Verteidiger Stammspieler und Leistungsträger. Er verließ den Verein nach der Saison 2001/02 trotz laufendem Vertrag, nachdem ihm von einigen Mitspielern vorgeworfen worden war, im letzten und meisterschaftsentscheidenden Saisonspiel absichtlich eine schlechte Leistung gezeigt zu haben.
Ende August 2002 wurde er vom FK Teplice verpflichtet und stellte unter Beweis, zu den besten Abwehrspielern der Gambrinus Liga zu gehören. Anfang 2007 wurde dem inzwischen 33-Jährigen aber nahegelegt, sich einen neuen Verein zu suchen, Hunal unterschrieb beim abstiegsgefährdeten FK Marila Příbram, konnte dessen Abstieg aber auch nicht verhindern. Im August 2007 wechselte Hunal zum SK Dynamo České Budějovice in die 1. Liga, nach der Saison 2009/10 beendete der Verteidiger seine Profikarriere. Im August 2010 schloss sich Hunal dem Viertligisten FK Tábor an.

## Erfolge
- Tschechischer Meister 1996 mit Slavia Prag
- Tschechischer Pokalsieger 2000 mit Viktoria Žižkov und 2003 mit dem FK Teplice